# Dicrostonyx nelsoni
Dicrostonyx nelsoni is een zoogdier uit de familie van de Cricetidae. De wetenschappelijke naam van de soort werd voor het eerst geldig gepubliceerd door Merriam in 1900.

## Voorkomen
De soort komt voor in de Verenigde Staten.